# Shin Il-su
Shin Il-su (koreanisch 신일수; * 4. September 1994) ist ein südkoreanischer Fußballspieler. Aktuell steht er beim Ansan Greeners FC unter Vertrag.

## Karriere

### Jugendzeit
Shin Il-su fing seine Ausbildung an der Ansan Bugok Middle School an, welche er von 2007 bis 2009 besuchte. Danach ging er von 2010 bis 2012 auf die Bukyeong High School, ehe er 2013 bis 2014 an der Korea University ausgebildet wurde. Nach seinem Ausbildungsende ging er zu Seoul E-Land FC.

### Fußball-Karriere in Südkorea
Für Seoul E-Land FC lief er von 2015 bis 2017 insgesamt 34 mal auf, danach wechselte er zum portugiesischen Verein Varzim SC. Dort konnte er allerdings keinen Fuß fassen, sodass er Anfang 2018 zurück nach Südkorea ging und einen Vertrag bei Ansan Greeners FC unterschrieb.